# Phyllanthus rhizomatosus
Phyllanthus rhizomatosus är en emblikaväxtart som beskrevs av Radcl.-sm.. Phyllanthus rhizomatosus ingår i släktet Phyllanthus och familjen emblikaväxter. Inga underarter finns listade i Catalogue of Life.